# 扎博羅茲尼夫齊
扎博羅茲尼夫齊（羅馬化：Zaboroznivtsi）是位於烏克蘭西部赫梅利尼茨基州卡緬涅茨-波多利斯基區新烏希察市鎮的村莊。該村始建於1467年，面積1.68平方公里，海拔高度260米，2001年人口386。